# Blend de té

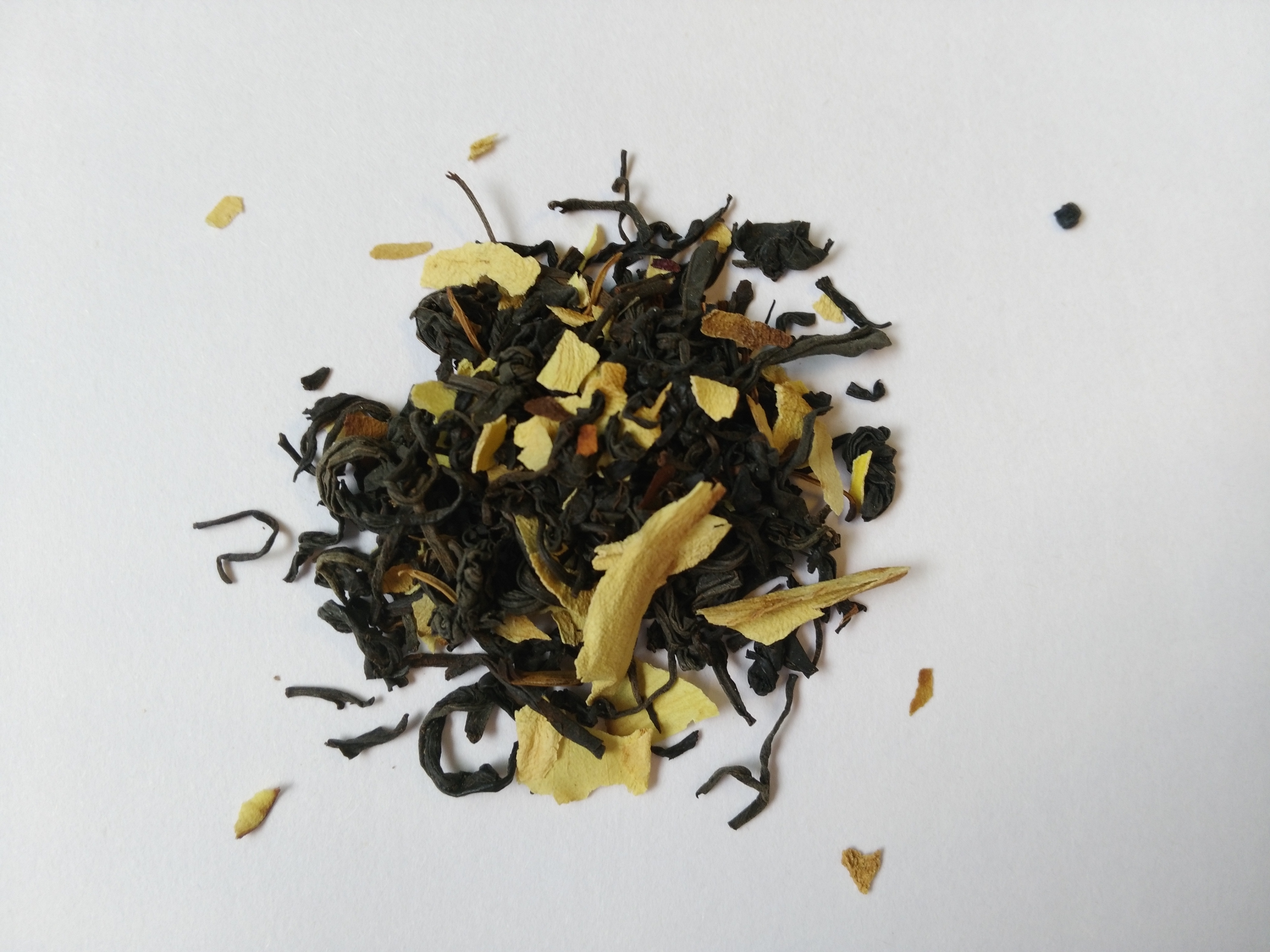
Los "Blend's" o mezclas pueden diferir según el factor geográfico de la procedencia de las mismas yerbas, puesto que algunas pueden ser netamente infusiones de consumo regular y otras pueden ser curativas.

El Blend de té es una mezcla de variedades de té con diversidad de ingredientes. Una combinación de hebras de té, puras o con frutos rojos, frutas tropicales o cítricas, con especias, con crema, miel o chocolate, con esencias, con hierbas o con pétalos de flores.
Se trata de una práctica de producción gastronómica considerado en ocasiones como una expresión artística en la que intervienen la imaginación, la creatividad y la estética y que puede convertirse en una combinación de elementos para satisfacer el cuerpo, para mejorar la calidad de vida, mantener la salud, prevenir el envejecimiento prematuro o buscar tranquilidad espiritual.
Un arte que descubre cómo el aroma de los pétalos de rosa combina con el sabor de chocolate y el té negro para levantar el ánimo o el sabor del té verde se aromatiza con manzanilla y se llena de sabor con el agregado de jengibre hasta provocar un efecto relajante o el té azul se mezcla con rulos de azahar.
Las versiones dulces, aromáticas, frutadas, de blends de té pueden incluir el agregado de diversas frutas desecadas y glaseadas: Arándanos rojos, frutillas, ananá, papaya, chips de banana, escamas de coco. También hay variedades cítricas que incluyen, por ejemplo, limón, cáscara de naranja amarga o pomelo verde glaseado y hay de blends florales. Pueden acompañar a las hebras de té pétalos de rosas, hibiscus, jazmines o caléndula. Algunos blends combinan frutas con pétalos y hay otras opciones más herbales que incluyen hojas de menta, melisa, cedrón o más aromática, por ejemplo, manzanilla. 
Por otra parte, hay blends especiados que agregan a las hebras de té algún tipo de pimienta, jengibre o canela y mezclas golosas que pueden incluir chocolate, miel o crema.
El "blending" de té en hebras se ha fortalecido tanto en los últimos años que no solo dio lugar a la aceptación generalizada del término sino que, además, se ha convertido en la región en una disciplina que ha dado lugar a la creación de carreras universitarias para la formación de los profesionales en el tema. 